# アマゾンカワイルカ
アマゾンカワイルカ（学名：Inia geoffrensis）は、哺乳綱偶蹄目（鯨偶蹄目）アマゾンカワイルカ科アマゾンカワイルカ属に分類される鯨類。
アマゾンカワイルカ属（Inia）のみでアマゾンカワイルカ科（Iniidae）を構成し、現生群を本種のみに分類する説もあるが、マデイラ川流域の個体群を別種ボリビアカワイルカ（Inia boliviensis）とし、2014年にアラグアイア川流域の個体群から新種記載されたアラグアイアカワイルカ（Inia araguaiaensis）の3種でアマゾンカワイルカ属を形成する説もある。

## 分布
南アメリカのアマゾン川水系（オリノコ川含む）に棲む固有の種である。生息域はマイルカ科のコビトイルカとほぼ同じであるが、外観が全く異なるので混同するおそれはない。

## 形態
成体の典型的な体長は雄約2.8m、雌で2.3mに達し、体重は約100 - 160kgとなる。現生のカワイルカとしては最も大きい種類である。口吻は細長く、上下の顎には25から35対の円錐形の歯がある。前方の歯は鋭く尖っており、食物の咀嚼よりも魚体などの捕捉に有用である。奥のものは頂が平坦で鈍く、カニやカメなどを砕く役割を持つ。目は極端に小さいが視力は良く、下方向を除いて（膨らんだ頬が視界を遮る）良く見渡すことができる。他の多くのイルカとは異なり頚椎の骨が互いに固定されていないため、頭部を広範囲に動かすことが可能である。胸びれは体長の割りには大きく、後方に湾曲し,後縁に凹凸が多い。背びれはなく、背中には進化の痕跡として三角形の瘤（こぶ）がある。尾びれは幅広い。
I. boliviensisにおいて、見かけ上の違いは特にメスで顕著で、体長がやや短い、頭部がやや小さい、体型が丸みを帯びている、歯の本数が多い、ことが確認されている。
体色は様々である。明るいピンクを中心に、暗い茶色、クリーム色などがある。ボリビアカワイルカは対照的に淡いグレーを中心としている。

## 分類
以前はカワイルカ科（カワイルカ上科）に分類されていたが、のちにカワイルカ類の類似性は収斂進化によるものとされるようになり本種がアマゾンカワイルカ科に分割された。遺伝子的研究からはヨウスコウカワイルカとラプラタカワイルカが近縁とされ、これらをアマゾンカワイルカ科に含める説もある。
属名Iniaは、ボリビアの原住民であるグアラヨ族による呼称に由来する。
Riceの1998年の分類[Rice98]ではアマゾンカワイルカ属は1種3亜種であった。以下の分類・英名は、Mead & Brownell (2005) に従う。
Inia geoffrensis geoffrensis (Blainville, 1817) Amazon river dolphin
エクアドル、ブラジル、ペルーのアマゾン川流域
歯数は上下左右で26 - 31本ずつ。
Inia geoffrensis boliviensis d'Orbigny, 1834 Bolivian river dolphin
ボリビアのマデイラ川流域
歯数は上下左右で31 - 35本ずつ。
Inia geoffrensis humboldtiana Pilleri & Gihr, 1978 Orinoco river dolphin
コロンビア、ベネズエラのオリノコ川流域
歯数は上下左右で24 - 27本ずつ。
ボリビアの個体群は以前から独立種とされていたが、1973年以降は本種の亜種とされるようになった。核遺伝子の染色体やY染色体およびミトコンドリアDNAの制御領域やシトクロムb遺伝子に基づく研究から、2008年に亜種I. g. boliviensisを独立種として再分割する説が提唱された。2014年にトカンチンス川とアラグアイア川に生息する個体群が、I. araguaiaensisとして新種記載された。
Inia araguaiaensis Hrbek, Farias, Dutra & da Silva, 2014 Araguaian boto
アマゾン川水域のトカンチンス・アラグアイア川流域に生息 (両河川は合流し、確認された分布域は合流地点の下流にあるトゥクルイダムより上流）
歯数は上下左右で24 - 28本ずつ。
ミトコンドリアDNAに基づく分子系統解析ではI. araguaiaensisの単系統性が支持されるものの、頭骨の形態比較からはI. araguaiaensisとI. g. geoffrensisを区別できないとする研究もある。2023年時点の世界海棲哺乳類学会の分類では本種はI. g. geoffrensisとI. g. boliviensisの2亜種とされ、I. g. humboldtianaとI. araguaiaensisは亜種としても認められていない。

## 生態
川底に生息するカニや小魚を食べる。小さなカメを食べることもある。
通常は単独ないし2頭で行動することが多く、3頭以上の群を成して行動することは少ないが、極めて稀に20頭程度の群を成すこともある。

## 人間との関係
網にかかった魚類を奪うこともある。
ダム建設による生息地の分断化、金採掘による水銀中毒、漁業による混獲、爆発物による漁法、魚を誘き寄せるための殺害、害獣としての駆除などによる影響が懸念されている。1979年に鯨目（現在のCetacea下目）単位でワシントン条約附属書IIに掲載されている。
アマゾンカワイルカは、多くのカワイルカが絶滅の危機に瀕している中において最も安定して生息している種である。とはいえIUCNのレッドリスト（1994年（平成6年）版、2000年（平成12年）版、2006年（平成18年）版）では、「脆弱」 (VU:Vulnerable) に分類されている。ヨウスコウカワイルカやインドカワイルカの生息域が急速に縮小してしまったのとは対照的に、生息域は長期間に渡って比較的安定している。したがって2008年（平成20年）版ではDDに分類されている。生息域は熱帯雨林であり、近づき難いために完全な調査は行われてはいないが、全生息数は数万頭であると見積もられている。このうちI. boliviensisの個体数は属内でもっとも多く、25,000頭以上が生息しているとみられている。
直接的に漁（捕鯨）の対象となったことはないが、漁師が漁具を保護する目的で時々殺すことがあったことは知られている。ただし、この行為が群としてのアマゾンカワイルカの生息を脅かすほどの影響があったかどうかは明確ではない。また、1988年（昭和63年）以降はブラジルとボリビアの全域、ペルー、ベネズエラ、コロンビアの保護区において、この行為が法律的に禁止されている。

## 伝承
アマゾン川流域において、アマゾンカワイルカにまつわる次のような民間伝承が知られている。夜中、アマゾンカワイルカはハンサムな若い人間の男性に化けて乙女に近づき、妊娠させて、朝になると元のイルカになって川へ戻っていく。アマゾンカワイルカの雄の生殖器は人間の男性の生殖器に似ており、このことがこの伝説の基になっているという説もある。

## 関連文献
- Dale W. Rice, "Marine Mammals of the World. Systematics and Distribution" (PDF) , Society of Marine Mammalogy Special Publication Number 4, p. 231 (1998).
- Dolphins, Whales and Porpoises: 2002–2010 Conservation Action Plan for the World's Cetaceans. IUCN/SSC Cetacean Specialist Group 2003, Reeves et al. Report in PDF format (2Mb)
- Convention on Migratory Species page on the Amazon Dolphin
- Walker's Mammals of the World Online - Amazon Dolphins
- Animal Info page on the Boto
- Cetacea.org page on the Boto
- 海棲哺乳類図鑑「アマゾンカワイルカ」 国立科学博物館 動物研究部
- 村山司『鯨類学』東海大学出版会〈東海大学自然科学叢書〉、2008年、図鑑／世界の鯨類61頁。ISBN 978-4-486-01733-2。
- 遠藤秀紀『哺乳類の進化』東京大学出版会、2002年、218頁。ISBN 978-4-13-060182-5。
- ジュリエット・クラットン・ブロック 著、渡辺健太郎 訳『世界哺乳類図鑑』新樹社〈ネイチャー・ハンドブック〉、2005年、184頁。ISBN 4-7875-8533-9。